# カンブリ
カンブリ（仏: Camboulit）は、フランス南西部のロット県に属するコミューン。

## 地理
県の東部に位置し、県都カオールから北東へ40kmのところにある。小郡の中心地のフィジャックからは西へ7kmと近いため、その都市圏に入っている。あたりは丘陵地でのどかな田園風景が広がり、そのなかに街が築かれている。街並みはほとんどの建物の屋根が茶色で、建物を周りを黄土色の塀で囲ってある。北側には幹線道路のD13・D802が通っている。

## 行政
- 市長：ジェラール・セガーラ（Gérard Ségala、2001年3月から）

## 人口の推移
| 1962年 | 1968年 | 1975年 | 1982年 | 1990年 | 1999年 | 2006年 |
| ------ | ------ | ------ | ------ | ------ | ------ | ------ |
| 97     | 121    | 134    | 199    | 221    | 206    | 246    |

INSEEより。